# ÖBB 2043 sorozat
Az ÖBB 2043 sorozat egy osztrák B’B’  tengelyelrendezésű dízel-hidraulikus erőátvitelű dízelmozdony sorozat. A GE Jenbacher gyártotta 1964 és 1977 között három részletben és három különböző változatban az ÖBB részére. Az 1104 kW teljesítményű mozdonyok legnagyobb sebessége 110 km/h.